# فهرست جایزه‌ها و نامزدی‌های ساموئل ال. جکسون
این فهرستی از جوایز و نامزدی‌های مهم دریافت‌شده توسط ساموئل ال. جکسون است.

## جوایز و نامزدی‌ها

### جوایز اسکار
| سال  | اثر نامزدشده        | رده                        | نتیجه    |
| ---- | ------------------- | -------------------------- | -------- |
| ۱۹۹۴ | داستان عامه‌پسند     | بهترین بازیگر نقش مکمل مرد | نامزدشده |
| ۲۰۲۲ | جایزه اسکار افتخاری | جایزه اسکار افتخاری        | برنده    |

### جوایز بفتا
| سال  | اثر نامزد شده   | رده                        | نتیجه |
| ---- | --------------- | -------------------------- | ----- |
| ۱۹۹۴ | داستان عامه‌پسند | بهترین بازیگر نقش مکمل مرد | برنده |

### جوایز بلک ریل
| سال  | اثر نامزد شده    | رده                        | نتیجه    |
| ---- | ---------------- | -------------------------- | -------- |
| ۲۰۰۱ | شفت              | بهترین بازیگر مرد          | نامزدشده |
| ۲۰۰۲ | والنتاین غارنشین | بهترین بازیگر مرد          | نامزدشده |
| ۲۰۰۳ | تغییر مسیر       | بهترین بازیگر مرد          | نامزدشده |
| ۲۰۰۵ | مربی کارتر       | بهترین بازیگر مرد          | نامزدشده |
| ۲۰۱۰ | مادر و فرزند     | بهترین بازیگر نقش مکمل مرد | نامزدشده |
| ۲۰۱۳ | جنگوی زنجیرگسسته | بهترین بازیگر نقش مکمل مرد | برنده    |
| ۲۰۱۹ | شگفت‌انگیزان ۲    | اجرای صداپیشگی برجسته      | نامزدشده |

### جوایز گلدن گلوب
| سال  | اثر نامزدشده    | رده                                                   | نتیجه    |
| ---- | --------------- | ----------------------------------------------------- | -------- |
| ۱۹۹۵ | در برابر دیوار  | بهترین اجرای یک بازیگر مرد در یک مینی‌سریال یا تله‌فیلم | نامزدشده |
| ۱۹۹۵ | داستان عامه‌پسند | بهترین بازیگر نقش مکمل مرد – فیلم                     | نامزدشده |
| ۱۹۹۷ | زمانی برای کشتن | بهترین بازیگر نقش مکمل مرد – فیلم                     | نامزدشده |
| ۱۹۹۸ | جکی براون       | بهترین بازیگر مرد – فیلم موزیکال یا کمدی              | نامزدشده |

### جوایز ایندیپندنت اسپیریت
| سال  | اثر نامزد شده   | رده                  | نتیجه    |
| ---- | --------------- | -------------------- | -------- |
| ۱۹۹۵ | داستان عامه‌پسند | بهترین نقش اول مرد   | برنده    |
| ۱۹۹۸ | برد دشوار       | بهترین نقش مکمل مرد  | نامزدشده |
| ۱۹۹۸ | جویبار ایو      | بهترین فیلم بلند اول | برنده    |
| ۲۰۱۰ | مادر و فرزند    | بهترین نقش مکمل مرد  | نامزدشده |

### جوایز سینمایی ام‌تی‌وی
| سال  | اثر نامزدشده        | رده                                                       | نتیجه    |
| ---- | ------------------- | --------------------------------------------------------- | -------- |
| ۱۹۹۵ | داستان عامه‌پسند     | بهترین دونفره روی صحنه (به‌طور مشترک با جان تراولتا)       | نامزدشده |
| ۲۰۱۳ | جنگوی زنجیرگسسته    | بهترین لحظهٔ حیرت‌آور (به‌طور مشترک با جیمی فاکس)            | برنده    |
| ۲۰۱۳ | جنگوی زنجیرگسسته    | بهترین دونفره روی صحنه (به‌طور مشترک با لئوناردو دی‌کاپریو) | نامزدشده |
| ۲۰۱۶ | کینگزمن: سرویس مخفی | بهترین نقش منفی                                           | نامزدشده |

### جوایز ایمیج
| سال  | اثر نامزد شده      | رده                                           | نتیجه    |
| ---- | ------------------ | --------------------------------------------- | -------- |
| ۱۹۹۷ | بوسه طولانی شب‌بخیر | بازیگر مرد برجسته در یک فیلم سینمایی          | نامزدشده |
| ۱۹۹۷ | زمانی برای کشتن    | بازیگر نقش مکمل مرد برجسته در یک فیلم سینمایی | برنده    |
| ۱۹۹۸ | جویبار ایو         | بازیگر مرد برجسته در یک فیلم سینمایی          | نامزدشده |
| ۱۹۹۹ | مذاکره‌کننده        | بازیگر مرد برجسته در یک فیلم سینمایی          | نامزدشده |
| ۲۰۰۱ | شفت                | بازیگر مرد برجسته در یک فیلم سینمایی          | نامزدشده |
| ۲۰۰۳ | تغییر مسیر         | بازیگر مرد برجسته در یک فیلم سینمایی          | نامزدشده |
| ۲۰۰۴ | سوات               | بازیگر مرد برجسته در یک فیلم سینمایی          | نامزدشده |
| ۲۰۰۶ | مربی کارتر         | بازیگر مرد برجسته در یک فیلم سینمایی          | برنده    |
| ۲۰۱۱ | مادر و فرزند       | بازیگر نقش مکمل مرد برجسته در یک فیلم سینمایی | برنده    |
| ۲۰۱۳ | جنگوی زنجیرگسسته   | بازیگر نقش مکمل مرد برجسته در یک فیلم سینمایی | برنده    |

### جوایز ساترن
| سال  | اثر نامزدشده                 | رده                        | نتیجه    |
| ---- | ---------------------------- | -------------------------- | -------- |
| ۲۰۱۵ | کاپیتان آمریکا: سرباز زمستان | بهترین بازیگر نقش مکمل مرد | نامزدشده |
| ۲۰۱۶ | هشت نفرت‌انگیز                | بهترین بازیگر مرد          | نامزدشده |

### جوایز انجمن بازیگران فیلم
| سال  | اثر نامزدشده    | رده                                 | نتیجه    |
| ---- | --------------- | ----------------------------------- | -------- |
| ۱۹۹۴ | داستان عامه‌پسند | اجرای برجستهٔ بازیگر مرد در نقش مکمل | نامزدشده |

### جوایز منتقدان فیلم
| سال  | اثر نامزد شده   | رده                                                             | نتیجه    |
| ---- | --------------- | --------------------------------------------------------------- | -------- |
| ۱۹۹۱ | تب جنگل         | جایزه منتقدان فیلم شهر کانزاس برای بهترین بازیگر نقش مکمل مرد   | برنده    |
| ۱۹۹۱ | تب جنگل         | جایزه حلقه منتقدان فیلم نیویورک برای بهترین بازیگر نقش مکمل مرد | برنده    |
| ۱۹۹۲ | تب جنگل         | جایزه انجمن منتقدان فیلم شیکاگو برای بهترین بازیگر نقش مکمل مرد | نامزدشده |
| ۱۹۹۴ | داستان عامه‌پسند | جایزه جامعه منتقدان فیلم تگزاس برای بهترین بازیگر مرد           | برنده    |
| ۱۹۹۴ | داستان عامه‌پسند | جایزه انجمن ملی منتقدان فیلم برای بهترین بازیگر مرد             | نامزدشده |
| ۱۹۹۴ | داستان عامه‌پسند | جایزه انجمن ملی منتقدان فیلم برای بهترین بازیگر نقش مکمل مرد    | نامزدشده |
| ۱۹۹۴ | داستان عامه‌پسند | جایزه حلقه منتقدان فیلم نیویورک برای بهترین بازیگر نقش مکمل مرد | نامزدشده |
| ۱۹۹۴ | داستان عامه‌پسند | جایزه انجمن منتقدان فیلم شیکاگو برای بهترین بازیگر مرد          | نامزدشده |
| ۱۹۹۷ | یک هشت هفت      | جایزه بادی آو وورک انجمن منتقدان فیلم سن دیگو                   | برنده    |
| ۱۹۹۷ | جویبار ایو      | جایزه بادی آو وورک انجمن منتقدان فیلم سن دیگو                   | برنده    |
| ۱۹۹۷ | جکی براون       | جایزه بادی آو وورک انجمن منتقدان فیلم سن دیگو                   | برنده    |

### جوایز متفرقه
| سال  | اثر نامزد شده                | رده                                                         | نتیجه    |
| ---- | ---------------------------- | ----------------------------------------------------------- | -------- |
| ۱۹۹۷ | جویبار ایو                   | جایزه ستلایت برای بهترین بازیگر نقش مکمل مرد – فیلم سینمایی | برنده    |
| ۱۹۹۷ | جکی براون                    | خرس نقره‌ای برای بهترین بازیگر مرد                           | برنده    |
| ۲۰۰۴ | اتومبیل‌دزدی بزرگ: سن آندریاس | جایزه بازی‌های ویدئویی اسپایک برای بهترین اجرا توسط یک مرد   | برنده    |
| ۲۰۰۸ | مرد آهنی                     | جایزه آی‌جی‌ان برای بهترین تک‌جلوه                             | برنده    |
| ۲۰۱۱ | ثور                          | جایزه آی‌جی‌ان برای تک‌جلوهٔ برگزیده                            | نامزدشده |